# Блаже Митрев
Блаже Митрев е български революционер, деец на Вътрешната македоно-одринска революционна организация.

## Биография
Роден е в охридското българско село Опеница, тогава в Османската империя. Присъединява се към ВМОРО и става селски войвода на чета, с която участва в Илинденско-Преображенското въстание през лятото на 1903 година. С четата си взима участие в сражението при Рашанец край Куратица на 31 юли 1903 година.